# 미국의 주기 목록
이 문서는 미국의 주기 목록이다.

## 현행 주기

네바다주의 기
네브래스카주의 기
노스다코타주의 기
노스캐롤라이나주의 기
뉴멕시코주의 기
뉴욕주의 기
뉴저지주의 기
뉴햄프셔주의 기
델라웨어주의 기
로드아일랜드주의 기
루이지애나주의 기
메릴랜드주의 기
매사추세츠주의 기
메인주의 기
몬태나주의 기
미네소타주의 기
미시간주의 기
미시시피주의 기
미주리주의 기
버몬트주의 기
버지니아주의 기
사우스다코타주의 기
사우스캐롤라이나주의 기
아이다호주의 기
아이오와주의 기
아칸소주의 기
알래스카주의 기
애리조나주의 기
앨라배마주의 기
오리건주의 기 (앞면)
오리건주의 기 (뒷면)
오클라호마주의 기
오하이오주의 기
와이오밍주의 기
워싱턴주의 기
웨스트버지니아주의 기
위스콘신주의 기
유타주의 기
인디애나주의 기
일리노이주의 기
조지아주의 기
캔자스주의 기
캘리포니아주의 기
켄터키주의 기
코네티컷주의 기
콜로라도주의 기
테네시주의 기
텍사스주의 기
펜실베이니아주의 기
플로리다주의 기
하와이주의 기
워싱턴 D.C.의 기

## 이전의 주기

네바다주의 기 (1929년 ~ 1991년)
노스캐롤라이나주의 기 (1861년 ~ 1885년)
노스캐롤라이나주의 기 (1885년 ~ 1991년)
뉴욕주의 기 (1778년 ~ 1901년)
로드아일랜드주의 기 (1877년 ~ 1882년)
로드아일랜드주의 기 (1882년 ~ 1897년)
루이지애나주의 기 (1861년 1월, 비공식)
루이지애나주의 기 (1861년 2월)
루이지애나주의 기 (1861년 ~ 1912년)
루이지애나주의 기 (1912년 ~ 2006년)
루이지애나주의 기 (2006년 ~ 2010년)
매사추세츠주의 기 (1971년 이전, 뒷면)
메인주의 기 (1901년 ~ 1909년)
몬태나주의 기 (1905년 ~ 1981년)
미네소타주의 기 (1893년 ~ 1957년, 앞면)
미네소타주의 기 (1893년 ~ 1957년, 뒷면)
미네소타주의 기 (1957년 ~ 1983년)
미네소타주의 기 (1983년 ~ 2024년)
미시시피주의 기 (1861년 ~ 1865년, 비공식)
미시시피주의 기 (1894년 ~ 1996년)
미시시피주의 기 (1996년 ~ 2001년)
미시시피주의 기 (2001년 ~ 2020년)
버몬트 공화국의 기 (1777년 ~ 1791년)
버몬트주의 기 (1804년 ~ 1837년)
버몬트주의 기( 1837년 ~ 1923년)
버지니아주의 기 (1861년 ~ 1865년)
사우스다코타주의 기 (1909년 ~ 1963년)
사우스다코타주의 기 (1963년 ~ 1992년)
사우스캐롤라이나주의 기 (1861년 1월 26일 ~ 1월 28일)
아칸소주의 기 (1913년 ~ 1923년)
아칸소주의 기 (1923년 ~ 1924년)
앨라배마주의 기 (1861년 ~ 1865년, 앞면)
앨라배마주의 기 (1861년 ~ 1865년, 뒷면)
오클라호마주의 기 (1911년 ~ 1925년)
오클라호마주의 기 (1925년 ~ 1941년)
위스콘신주의 기 (1913년 ~ 1981년)
유타주의 기 (1903년 ~ 1911년)
유타주의 기 (1911년 ~ 1913년)
유타주의 기 (1913년 ~ 2011년)
유타주의 기 (2011년 ~ 2024년)
일리노이주의 기 (1915년 ~ 1969년)
조지아주의 기 (1879년 이전, 비공식)
조지아주의 기 (1906년 ~ 1920년)
조지아주의 기 (1920년 ~ 1956년)
조지아주의 기 (1956년 ~ 2001년)
조지아주의 기 (2001년 ~ 2003년)
캔자스주의 기 (1927년 ~ 1961년)
캘리포니아 공화국의 기 (1846년)
텍사스 공화국의 기 (1836년 ~ 1839년)
서플로리다의 기 (1810년)
플로리다주의 기 (1861년, 비공식)
플로리다주의 기 (1868년 ~ 1900년)
플로리다주의 기 (1900년 ~ 1985년)

## 같이 보기
- 미국의 국기